# Mirmecomorfismo

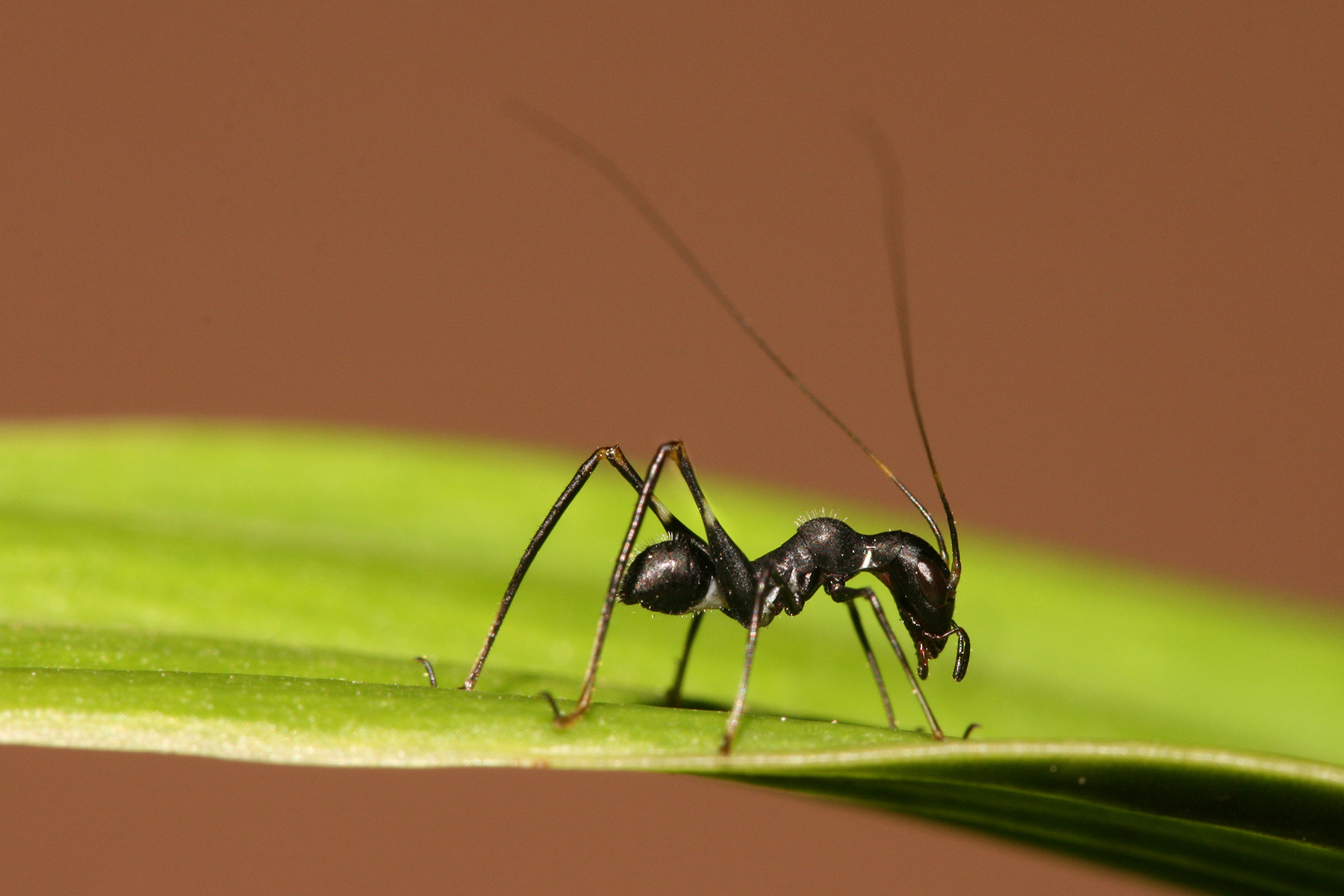
Ninfa de grillo (Macroxiphus sp.) realizando mirmecomorfismo

El mimetismo de hormigas o mirmecomorfismo es un tipo de mimetismo mediante el cual ciertos insectos que no son hormigas adoptan características que los asemejan a las hormigas. Las hormigas abundan en todo el mundo, y normalmente son evitadas por depredadores tales como aves y avispas que utilizan la vista para identificar a sus presas, ya que las hormigas tienen un mal sabor o son agresivas. Algunos artrópodos imitan a las hormigas para evitar la depredación (mimetismo defensivo), mientras que otros imitan su anatomía y comportamiento para cazar a otras hormigas (mimetismo agresivo).
Para vencer las desarrolladas defensas de las hormigas, algunos insectos las imitan produciendo feromonas parecidas a las de la hormiga (mimetismo wassmaniano) , o en su apariencia (como en el  mimetismo batesiano, aunque el propósito también puede ser agresivo), o copiando la microestructura de las hormigas para conseguir un mimetismo al tacto.

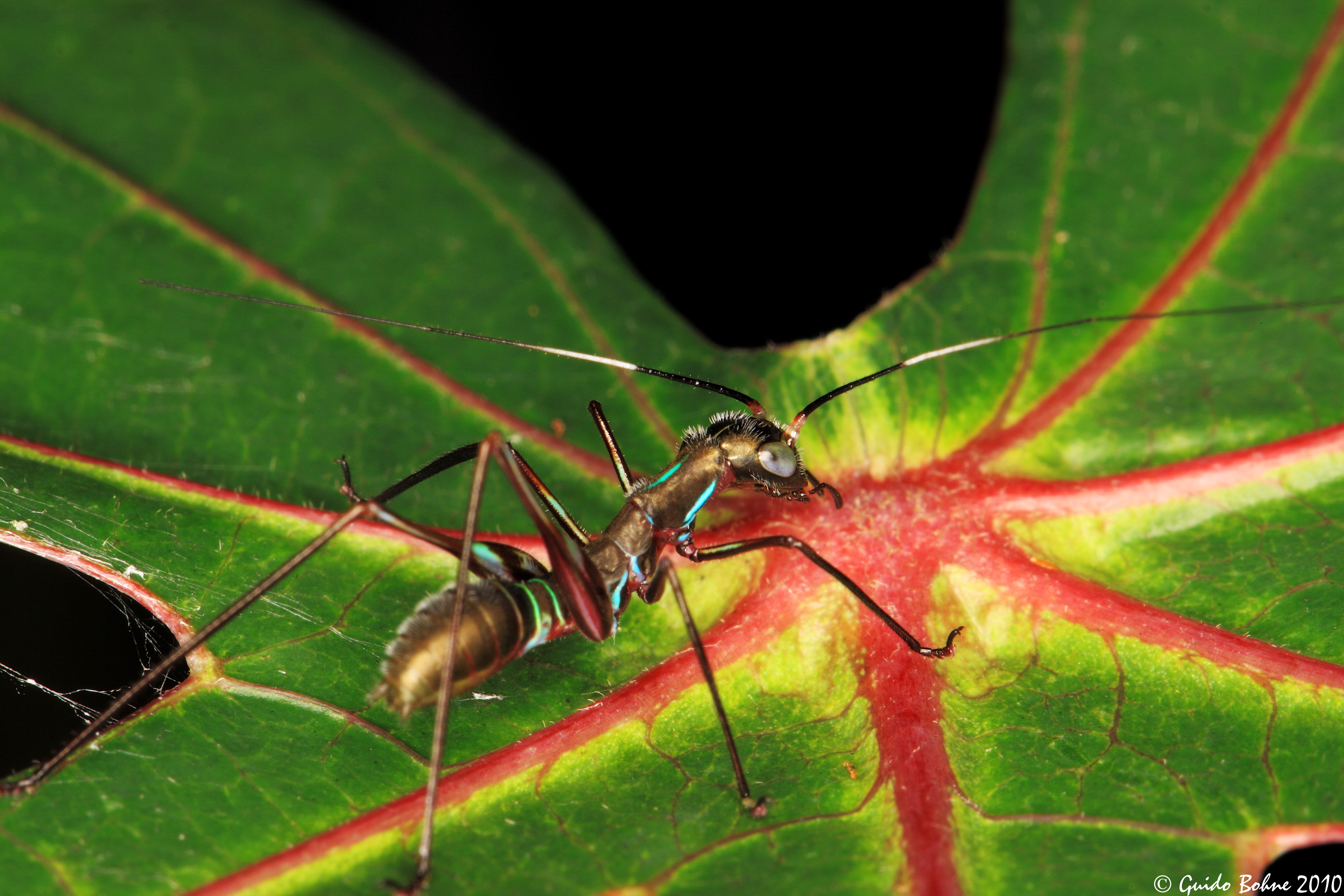
Ninfa de un saltamontes longicornio: las antenas son camufladas disruptivamente en color blanco, mientras el cuerpo aparece más delgado y con cintura color turquesa.

## Mimetismo batesiano
Las ninfas de algunos saltamontes longicornios mimetizan a las hormigas: las antenas se encuentran camufladas de color blanco, mientras que el cuerpo lo hace aparecer más delgado y con anillos color turquesa en la cintura.
Las especies que recurren al mimetismo batesiano por lo general no poseen defensas propias, y por lo tanto tratan de asemejarse a las hormigas, que si cuentan con defensas sólidas, para evitar ser atacadas por los depredadores, algunos de los cuales son hormigas. Existen artrópodos que mimetizan a hormigas de distintos grupos, tal como se describe a continuación.

### Orthoptera
Los estadios jóvenes de algunos Orthoptera, como por ejemplo el saltamonte longicornio Macroxiphus sumatranus, poseen un "parecido sorprendente" con las hormigas, que abarca tanto su color negro, como el cuerpo con forma idéntica al cuerpo de una hormiga y hasta un comportamiento muy parecido al de las hormigas. Sus largas antenas se encuentran camufladas para parecer más cortas, siendo negras solo en su base, y las hacen vibrar tal como hacen las hormigas. En los estadios más avanzadas el insecto se transforma en un saltamontes longicornio de apariencia convencional, nocturno, mientras que los ejemplares adultos poseen una coloración brillante a modo de advertencia.

### Arañas

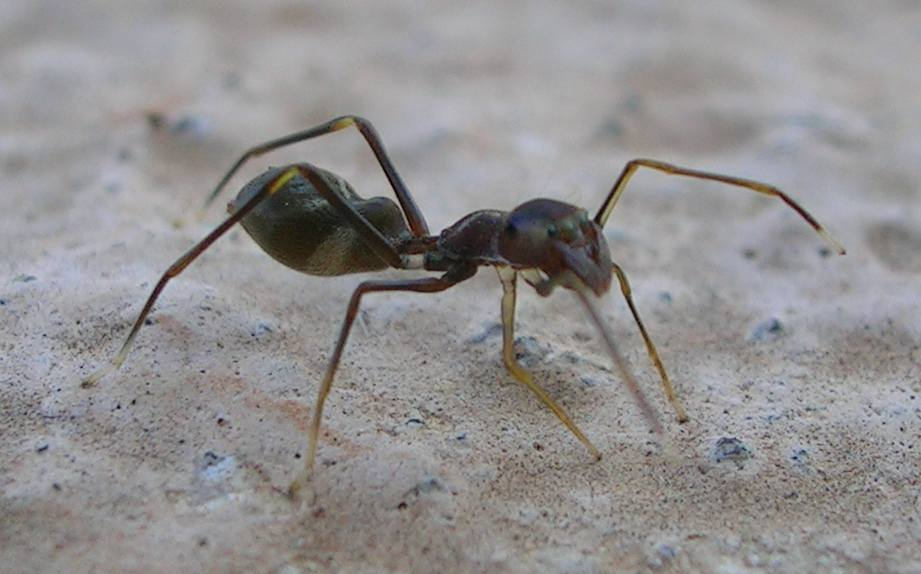
La araña saltadora (Salticidae) se mimetiza como hormiga, para protegerse de depredadores.

Más de 300 especies de arañas de diferentes familias recurren a mimetismo batesiano con las hormigas, como por ejemplo Sphecotypus en la familia Clubionidae y Aphantochilus en la familia Thomisidae.[cita requerida] En  Salticidae, es posible distinguir a las arañas que se mimetizan como hormigas por los desplazamientos que realizan para mantener una cierta distancia con respecto a las hormigas que se encuentran en su proximidad. Las arañas cazadoras de hormigas no se parecen tanto a las hormigas. Aun dentro de un grupo cercano, el mirmecomorfismo puede haber surgido varias veces en forma disociada, tal como en la subfamilia Salticidae Ballinae. El mimetismo conlleva un costo: el cuerpo de la araña que se mimetiza es mucho más estrecho que el cuerpo de aquella araña que no se mimetiza, lo cual reduce la cantidad de huevos que puede alojar en el saco de huevos, comparado con las arañas no mimetizadas de tamaño similar. Parecería que ello lo compensan realizando un número mayor de puestas durante su vida. Un estudio de tres especies de mantis depredadoras indica que de forma innata las mismas tienden a evitar atacar a las hormigas, y que esta aversión alcanza también a las arañas mimetizadas Salticidae.

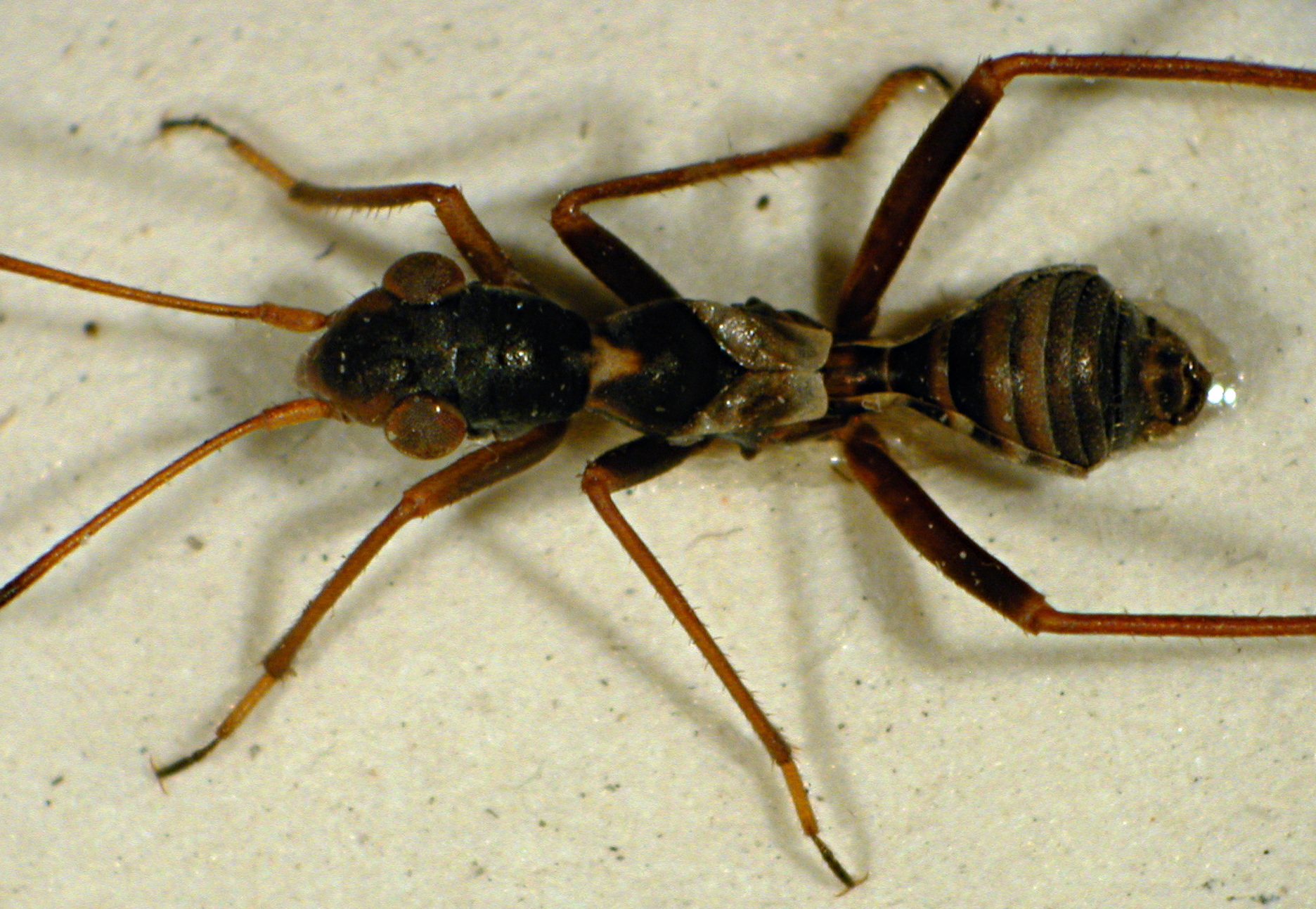
Macho de hemíptero Miridae Myrmecoris gracilis